# Skogsboklus
Skogsboklus (Liposcelis silvarum) är en insektsart som först beskrevs av Hermann Julius Kolbe 1888.  Skogsboklus ingår i släktet Liposcelis och familjen boklöss. Arten är reproducerande i Sverige. Inga underarter finns listade i Catalogue of Life.